# Danîlivka, Novomîkolaiivka
Danîlivka (în ucraineană Данилівка) este un sat în comuna Liubîțke din raionul Novomîkolaiivka, regiunea Zaporijjea, Ucraina.

## Demografie
Componența lingvistică a localității Danîlivka
     Ucraineană (92,86%)
     Rusă (3,57%)
Conform recensământului din 2001, majoritatea populației localității Danîlivka era vorbitoare de ucraineană (92,86%), existând în minoritate și vorbitori de rusă (3,57%).